# Ågestaverket
Ågestaverket, också kallat R3 eller Adam, var Sveriges första kärnkraftverk som levererade energi till konsumenter. En del elenergi matades ut i elnätet men det producerade främst fjärrvärme till stadsdelen Farsta i Stockholm. Det kallades därför "Ågesta kärnkraftvärmeverk" eller "Ågesta atomkraftvärmeverk". Det var en tryckvattenreaktor med tungt vatten som moderator, med naturligt uran som bränsle.
Anläggningen ligger cirka fyra kilometer söder om Farsta och ägs fortfarande av Vattenfall. Verket, som stängdes 1974, är till stora delar intakt och är idag (2018) ett övningsfält för Stockholms brandförsvar. Under 2020 påbörjade Vattenfall en demontering som slutfördes sommaren 2025.

## Historia

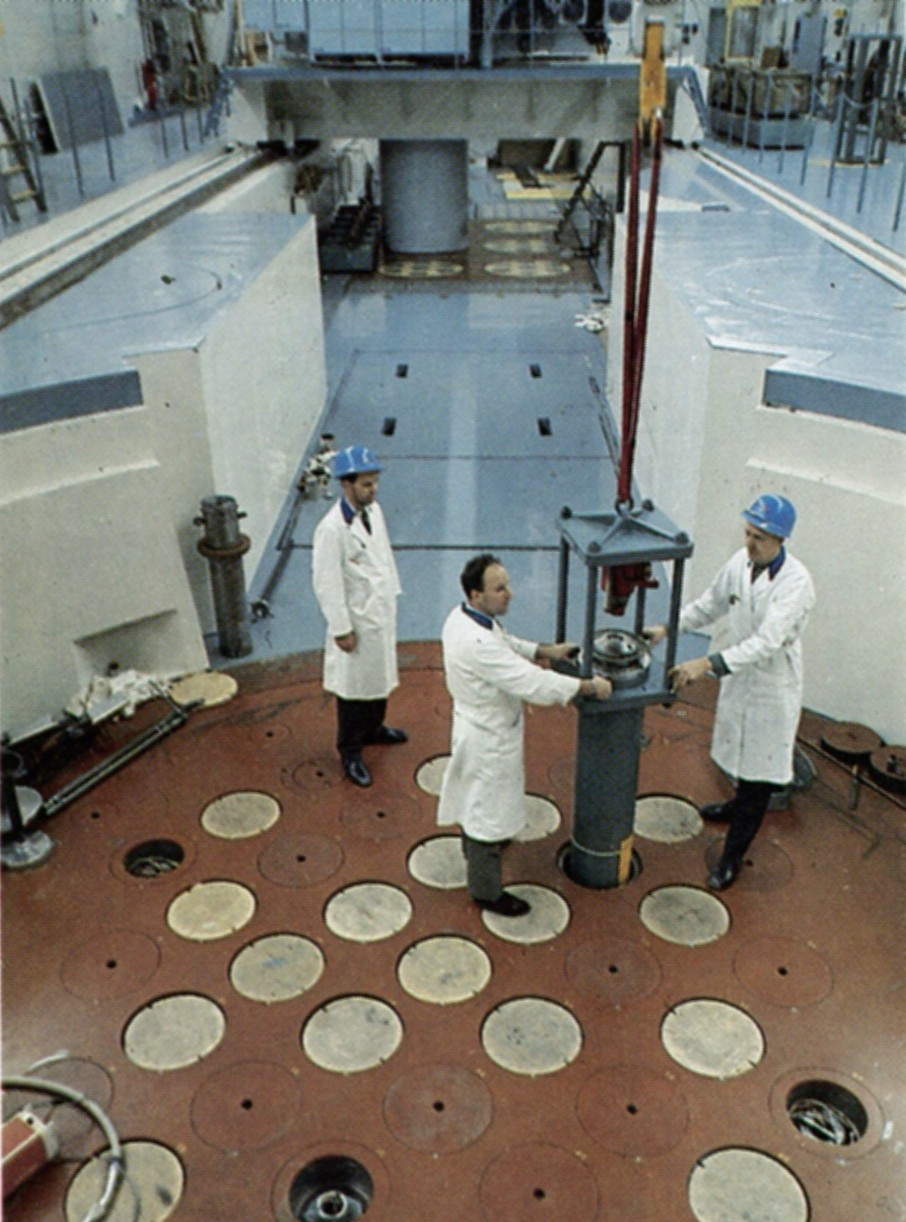
Reaktorhallen, 1960-tal.

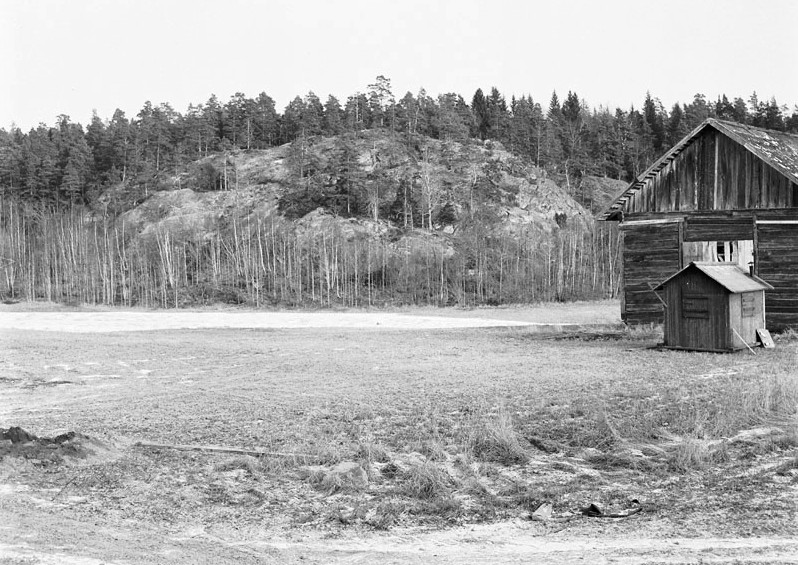
Alängen och berget där Ågestaverket skulle byggas i januari 1957.

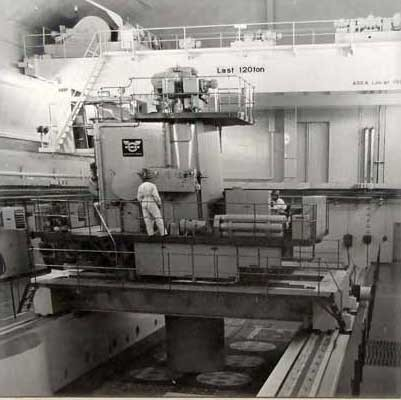
Laddmaskin i reaktorhallen, 1960-tal.

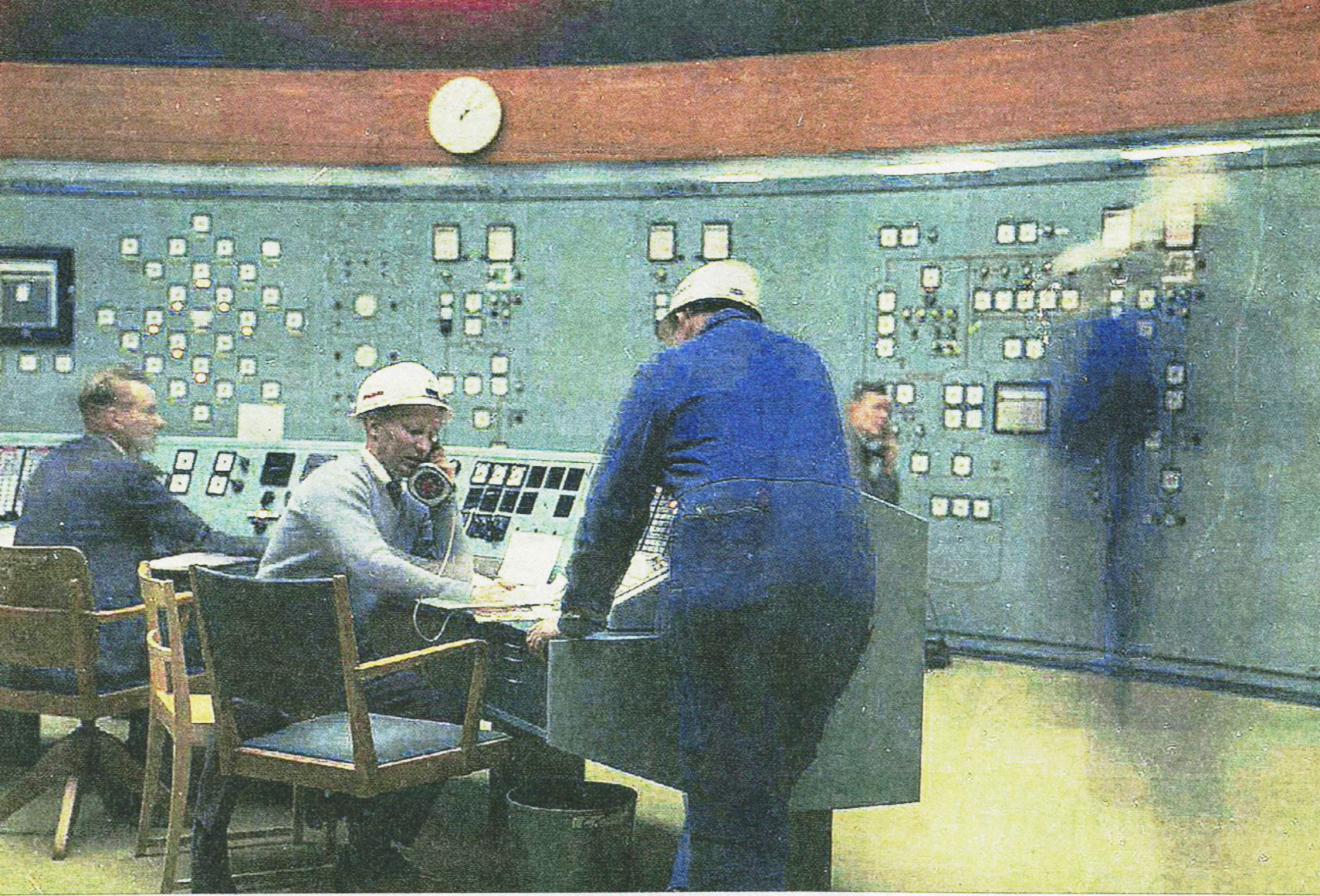
Kontrollrummet på 1960-talet.

Verket är delvis insprängt i berget i ett friluftsområde vid Ågesta i Huddinge kommun. Anläggningens byggnader ritades av arkitekt Sture Frölén. Reaktorn var en tryckvattenreaktor med tungt vatten som moderator. Bränslet var naturligt uran i form av urandioxid som pressats och sintrats till cylindriska kutsar. Kutsarna var kapslade i zirkaloy, en zirkoniumlegering. Reaktorn laddades med hjälp av en särskild laddmaskin. Utbränt bränsle förvarades torrt i hålrum i en strålskyddad betongkonstruktion. Reaktorn var i drift från 1963 till 1974.
Statens Vattenfallsverk och AB Atomenergi enades 1958 om två gemensamma reaktorprojekt, dels R3/Adam i Ågesta och dels R4/Eva i Marviken utanför Norrköping. Konstruktionsansvaret för Ågestaverket delades mellan AB Atomenergi, Vattenfall och ASEA. Byggherrar var Vattenfall och Stockholms Elverk, medan Asea Atom var huvudleverantör för reaktordelen. Från början var det tänkt att turbinen skulle utgöras av en STAL dubbelrotationsturbin men Stockholms Elverk som ansvarade för ånganläggningen valde istället en begagnad de Laval aktionsturbin från ångkraftverket i Värtan. 
Som etableringsplats för den nya anläggningen valdes Alängen med intilliggande berget som hörde till Årsta gårds ägor vilka Stockholms stad förvärvat 1945. Det första sprängskottet för Ågestaverket skedde 26 november 1957. Totalt kostade verket cirka 200 miljoner kronor att bygga. Bränslekutsarna av urandioxid levererades från ASEA:s bränslefabrik i Västerås och AB Atomenergis bränslefabrik på Liljeholmen i Stockholm utförde laddningen av kapslingen och dess förslutning. Tre bränsleladdningar tillverkades till Ågesta, varav en med svenskt uran från Ranstad. De andra två laddningarna tillverkades av utländskt uran.
Ågestaverkets reaktor hade ursprungligen en termisk effekt på 65 MWth, men höjdes i början av 1970 till 80 MWth. Ursprungligen konstruerades verket för en maximal termisk effekt på 200 MWth. Reaktorn utrustades inledningsvis med 4 st ånggeneratorer vilka i ett senare skede skulle kunna dubbleras, men detta genomfördes aldrig. Den elektriska effekten på 10 MWe var betydligt lägre än i de senare svenska reaktorerna, som ursprungligen hade effekter på 450 (O1) till 1000 (O3, F3) MWe. Verket var en del i den svenska linjen som syftade till internationellt oberoende genom användning av inhemskt oanrikat uranbränsle i kombination med tungt vatten som moderator. Användning av inhemskt kärnbränsle, som i motsats till importerat uran inte var förknippat med besvärande krav på internationella inspektionsåtgärder, skulle även göra det möjligt att ur det använda bränslet utvinna plutonium – råvaran för en framtida svensk atombomb.
Ågestaverket stängdes 2 juni 1974, eftersom låga oljepriser gjorde driften olönsam och dessutom ställdes högre krav på säkerhet som inte gick att uppfylla. Oljekrisen visade dock att detta beslut var något förhastat, särskilt med tanke på de höga oljepriserna efter Oktoberkriget 1973. Samtidigt hade säkerhetsfilosofin kring kärnanläggningar för samtidig produktion av el och fjärrvärme granskats av den så kallade Närförläggningsutredningen. Förutsättningarna hade förändrats på ett sätt som Ågestaverket inte kunde svara mot. Under konstruktionen på 50-talet var man tveksam till reaktorkärlets hållbarhet. Därför är anläggningen byggd med tanke på möjlighet att byta kärlet och inom anläggningens väggar förvara upp till tre kärl i reaktorgraven. Kärlet visade inga tecken på åldrande så detta blev aldrig något problem. Däremot hade annan utrustning börjat visa trötthetstendenser och det skulle bli ytterst kostsamt att åtgärda. Reaktorgraven som ligger i betongstrålskyddet för bränsleförvaret är ett mer eller mindre tomt schakt som man nyttjade för övningskörning av bränslebytarmaskinen. En modell av reaktorns bränsleposition finns där för detta ändamål.
Efter stängningen lades verket i malpåse och anläggningen är fortfarande i princip helt intakt. Alla vattensystem är dock tömda, tungvattnet såldes till Kanada, och bränslet återfinns numera i CLAB. Två av ånggeneratorerna monterades ned i mitten av 1990-talet och man lyckades efter dekontaminering på Studsvik Radwaste i Nyköping få materialet i dessa tillräckligt rent för att kunna friklassas och säljas som normalt skrot. Omsmältning skedde sedan i Radwastes egen stålugn.
Sedan 1980 använder Stockholms brandförsvar området runt Ågestaverket som övningsfält och materialdepå.
Då och då har Ågestaverket visats för grupper av särskilt berörda, till exempel från kraftindustrin eller studerande och personal vid tekniska högskolor. Ågestaverket är rent byggnadstekniskt ännu i utmärkt skick och är upplyst och städat precis som ett vanligt kraftverk. Det finns hos många en stark önskan om att göra Ågestaverket till museum. I enlighet med dom i Nacka Tingsrätt står bland annat att läsa: Ågestaverket är låst och larmat alla tider på dygnet. Tillträde till anläggningen sker endast då behörig personal utför det arbete som fortfarande sker i anläggningen i form av tillsyn. Övrigt tillträde till Ågestaverket sker efter att särskilt tillstånd erhållits av bolaget och genomförs i sällskap med representant för bolaget. Övervakning av det fysiska skyddet runt Ågestaverket sköts av ett vaktbolag som även kontrollerar alla tillträdesvägar, stängsel och delar av själva anläggningen nattetid. Tekniska Museet har gett ut en bok som heter Kärnkraft som kulturarv.

### Efterföljare
Mindre kärnanläggningar för elproduktion som utnyttjar bränslet bättre genom att ta vara på spillvärme och leverera den som fjärrvärme till närbelägen tätort har inte blivit någon succé. I DDR försörjde något av blocken i Greifswalds kärnkraftverk i Lubmin även Greifswald med fjärrvärme fram till dess avställning 1990. Bilibino kärnkraftvärmeverk i östra Sibirien är det enda i drift för närvarande i världen.

## Två incidenter
Två allvarliga incidenter ägde rum under driftstiden.
I början av 1968 upptäcktes kapslingsskador på ett par bränslepatroner och en stigande aktivitet i reaktorvattnet. Kombinerat med onormala temperaturdifferenser över vissa patroner snabbstoppades reaktorn den 10 mars 1968. Skadorna på ett antal bränslepatroner visade sig vara omfattande. Delar av bränsleelementen hade fallit ner till reaktortankens botten och delvis även kommit ut i huvudkylkretsarna. I efterhand visade det sig att orsaken är att kapslingsrören till kärnbränslet hade skadats av vibrationer vilket gav läckage av radioaktivitet från bränsleelement till reaktorvattnet.
Den 1 maj 1969 inträffade ett stort läckage som gav upphov till en översvämning som slog ut en del av sekundärkretsens säkerhetssystem. När värmebehovet i fjärrvärmenätet understeg kondensoreffekten, kördes överskottsvärme ut i kyltorn placerade på berget ovanför anläggningen. Rören dit var långa och höjdskillnaden resulterade i ett stort statiskt tryck. Vid ett pumpskifte uppstod en tryckstöt som slog sönder en backventil. Läckage uppstod ute i turbinanläggningen och 400 kubikmeter vatten störtade ner från ett kyltorn 30 meter ovanför. Det utströmmande vattnet träffade generatorskenorna och stoppade turbinen. Kopplingsskåp för elutrustning som innehöll styrutrustning för säkerhetssystem (reservmatning av ånggeneratorerna) översköljdes med vatten. Som följd av översvämningen erhölls jordfel som orsakade att flera säkerhetssystem fick felaktig eller utebliven funktion. Transformatorerna som låg utanför väggarna i turbinanläggningen, men på en lägre nivå än den havererade backventilen, undgick att bli översvämmade.
Reaktorn stoppades manuellt från kontrollrummet sedan olika stängningsfunktioner av ventiler utlösts på grund av översvämningen. En följd av haveriet var att cirka 500 liter tungt vatten läckte ut genom otäta backventiler. Detta kunde dock tillvaratas.
Haveriet visade att det var svårt att helt förebygga händelser av det inträffade slaget. Konstruktionerna måste dock göras så att följderna av inträffade felfunktioner blir så små som möjligt. Händelsen visade på brister i konstruktionen och hur olika strukturer, system och komponenter skall placeras i höjdled. Händelsen förmedlades bland annat i nyhetsinslag i TV där Ågestareaktorn även förekom i samband med ett varmvattenutsläpp till sjön Magelungen som orsakades av ett större läckage i en kulvert. Den 13 april 1993 publicerade Dagens Nyheter en artikel om tillbudet.

## Dokumentation
Under 2005 gjorde Tekniska museet tillsammans med Stockholms läns museum och Länsstyrelsen i Stockholms län en fotodokumentation av anläggningen.

Fotodokumentation (urval)
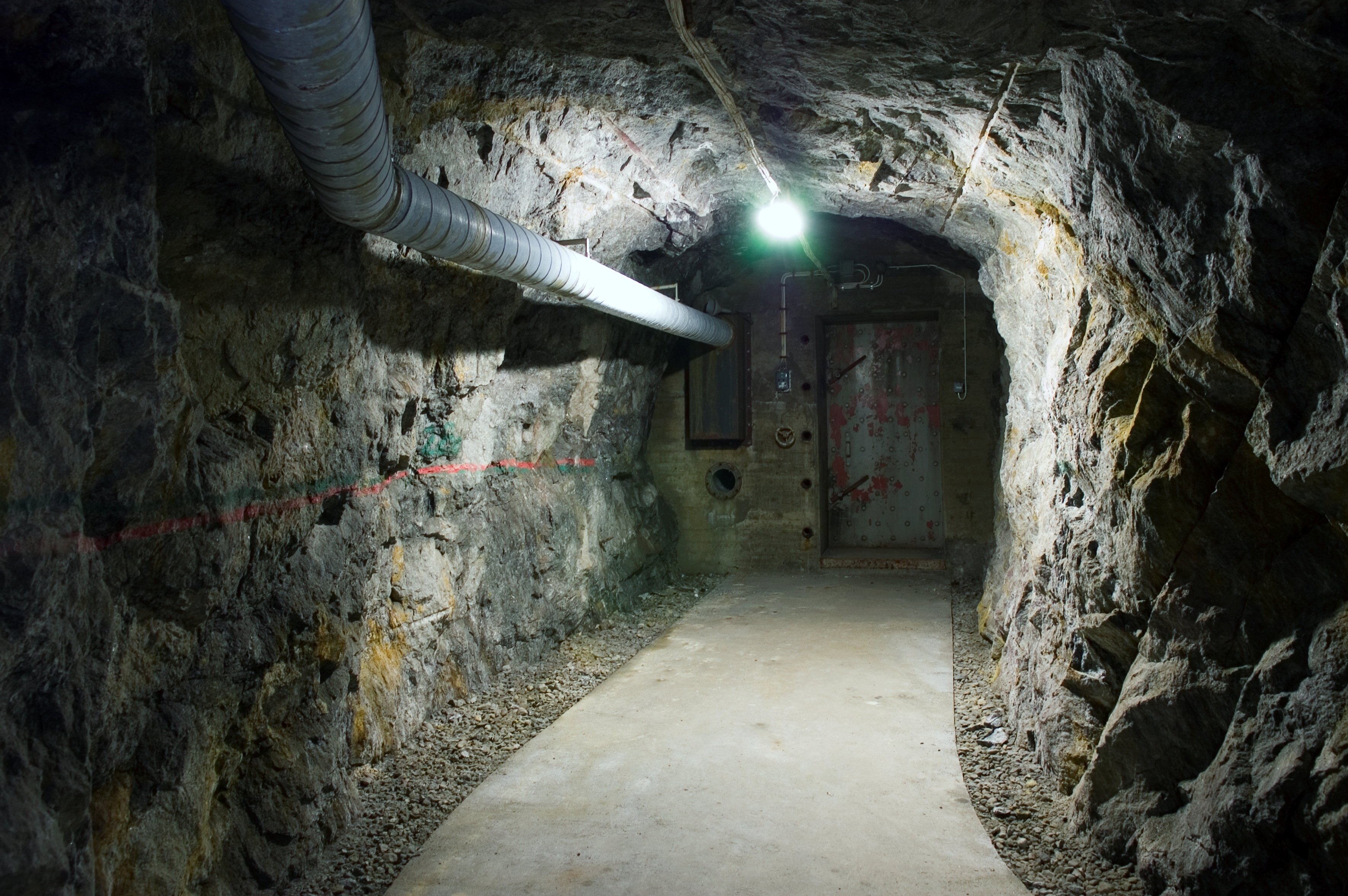
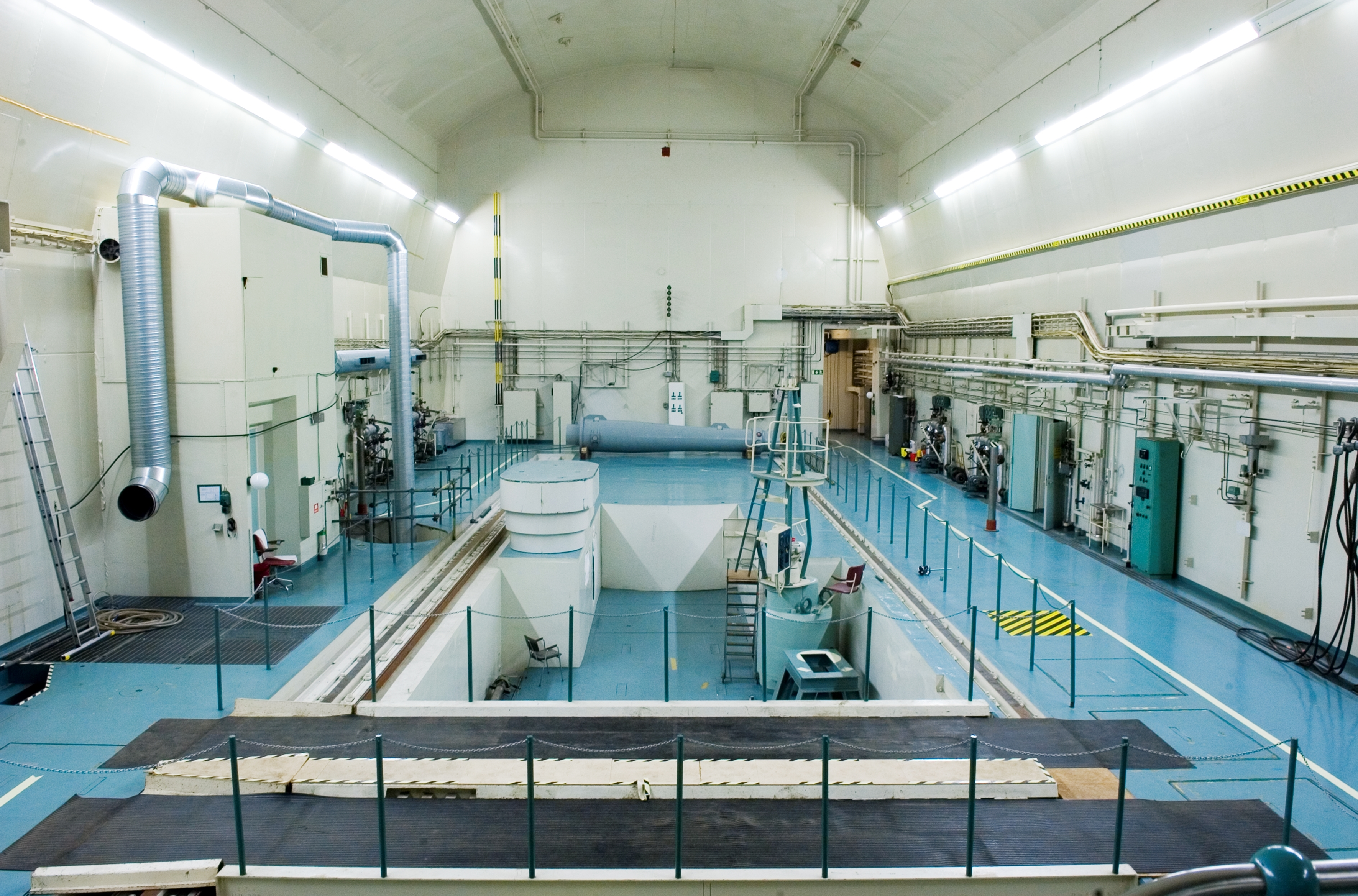
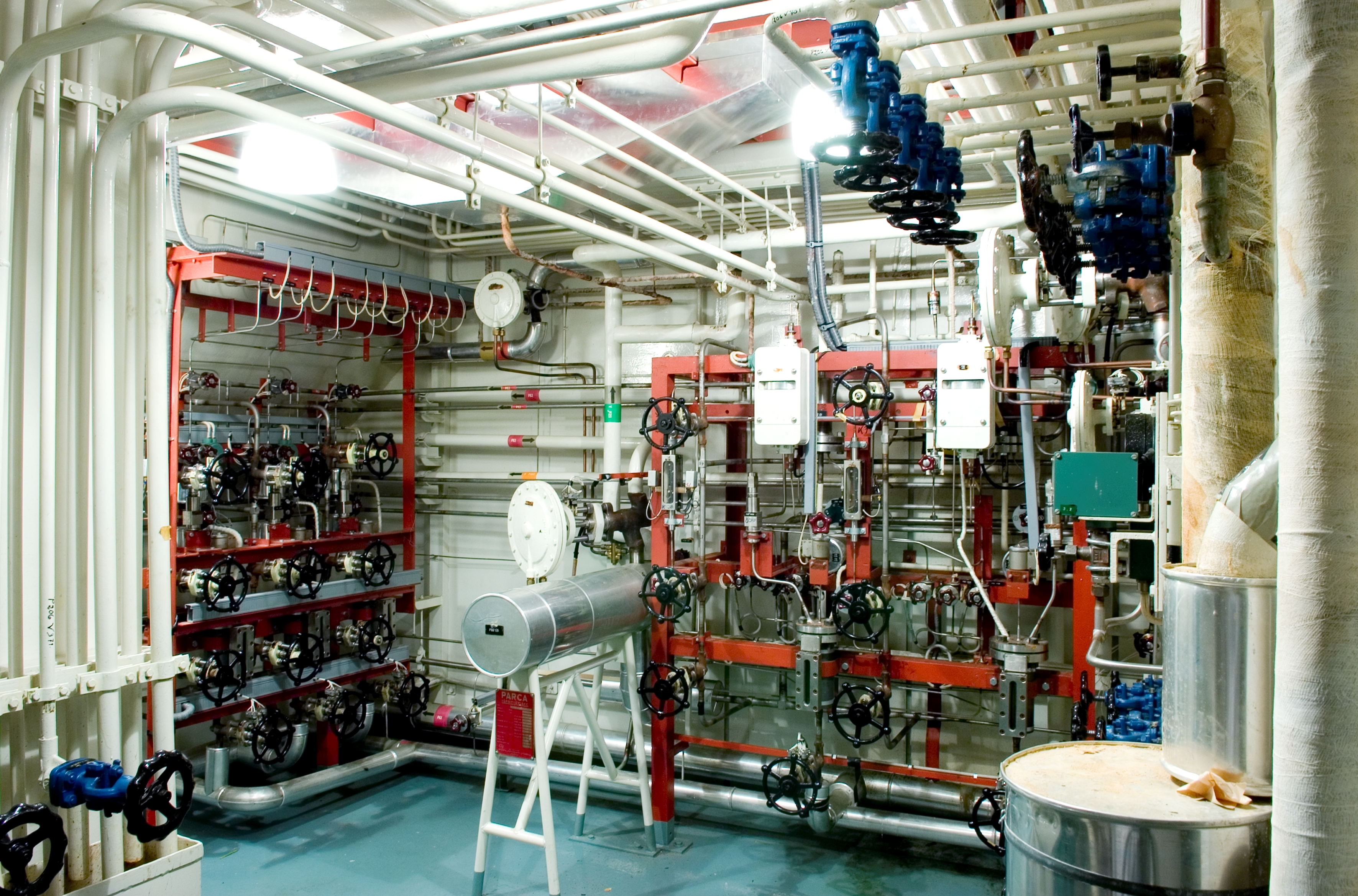
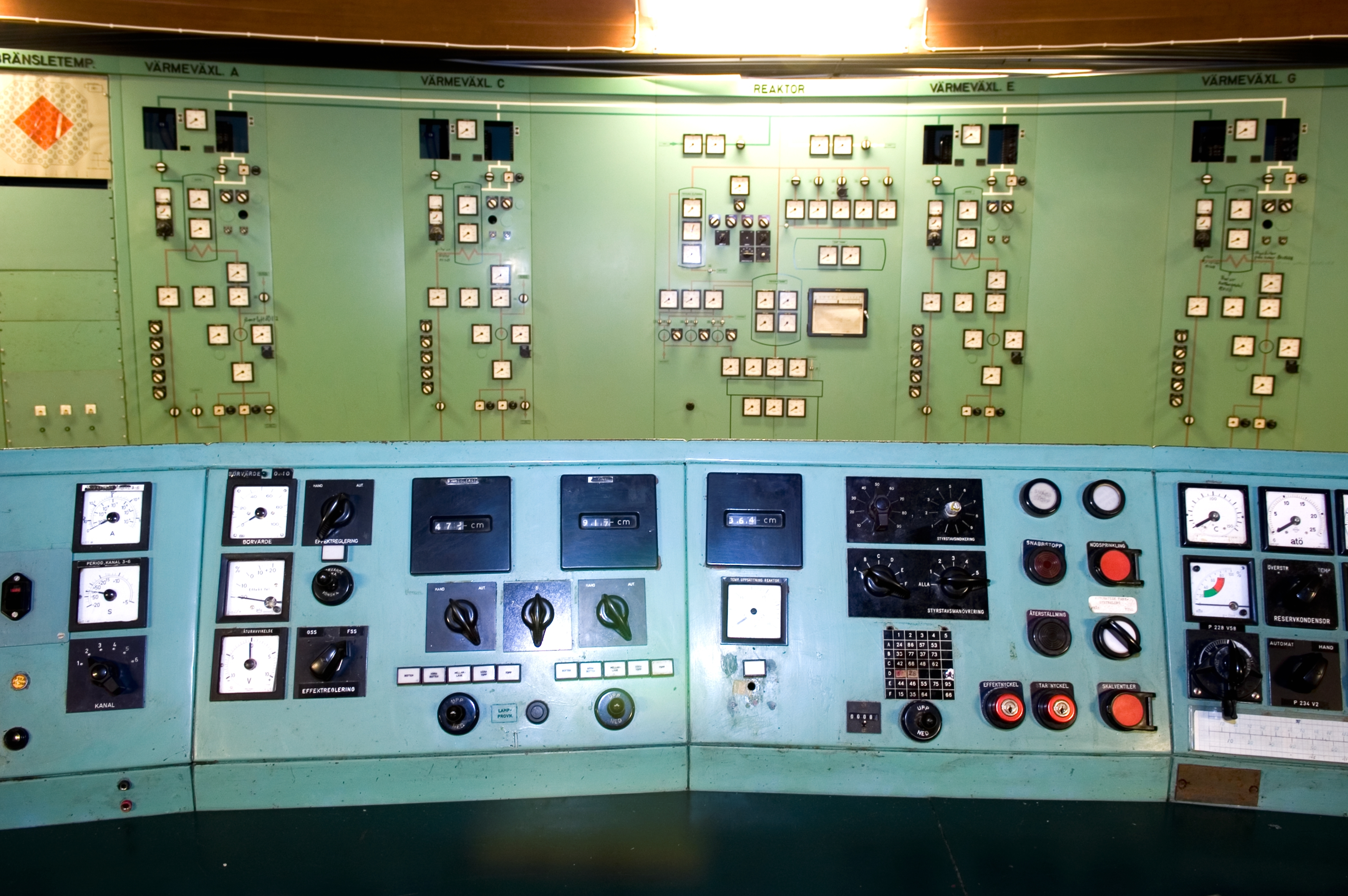
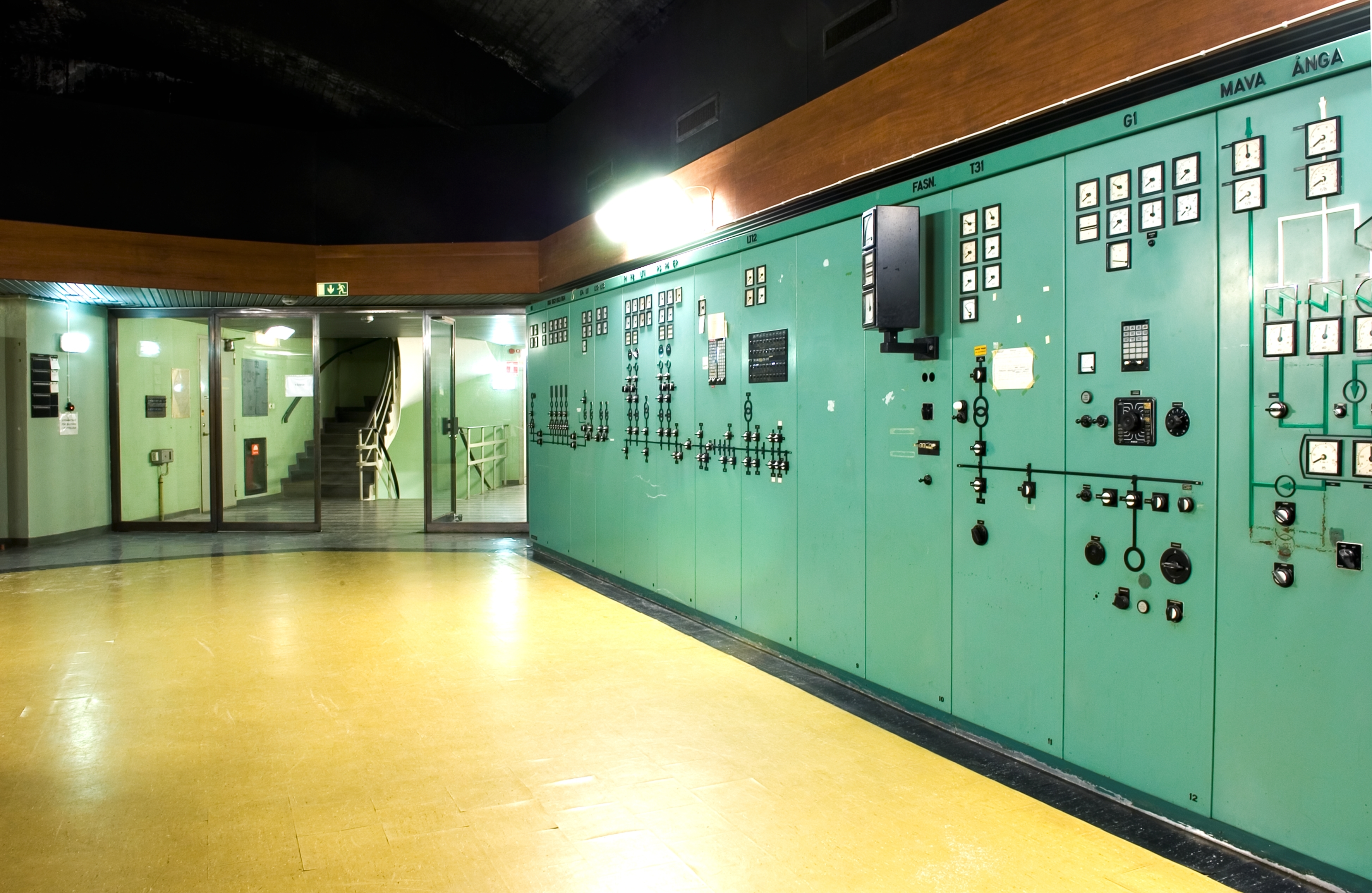

## Radioaktiviteten i anläggningen
I början av 1980-talet förekom uppgifter om att Ågestareaktorn skulle behöva avklinga 300 år innan rivning skulle kunna komma till stånd. Idag är ånggeneratorer demonterade, dekontaminerade (beläggningar av radioaktiva föroreningar borttvättade) och sedan återvunna. Radioaktiva komponenter ur själva reaktorkärlet är också avlägsnade. I de mest radioaktiva området kring primärkretsens nedre rörböjar är aktiviteten idag cirka 10 μSv/h (1 milliröntgen per timme i uppmätt gammadoshastighet), det vill säga ungefär dubbelt så mycket som man utsätts för under flygning på 10 km höjd. Under förutsättning att man inte andas in damm och annat så kan man idag arbeta ganska obehindrat med de flesta komponenter.
Ågestareaktorns föregångare, R1 på Drottning Kristinas väg, ävenledes tungvattenreaktor, revs i sin helhet 1982. Vad som är kvar av reaktorn i Ågesta idag – biologiska skyddet i betong och järnmalmssparsten – är mycket likt vad som den gången under loppet av några veckor bilades ner med vanliga entreprenadmaskiner.
Lågaktivt avfall samt en del avfall från arbetet med bränslehaveriet i Ågesta lär ha tillvaratagits på ett något mer bekymmerslöst sätt än vad som är brukligt idag. Komponenter har mellanlagrats kortare tider såväl i Henriksdalsberget som i Myttingefortet ute på Värmdö och en del komponenter har sänkts i Landsortsdjupet. Sådant kan kanske ha rört sig om exempelvis de ubåtsperiskop man begagnade vid städningsarbetet i reaktorn (och sedermera även använde i stället för kameraövervakning av ånggeneratorrummet under drift). Man konstaterade att periskopens linser på mycket kort tid blev obrukbara till följd av strålningens inverkan på glaset - samma problem som tillstötte vid upprensningen efter Harrisburgolyckan.

## Kontamination
Det finns en utbredd uppfattning att radioaktivitet smittar genom sin strålning. Det är sant rörande neutronstrålningen vilken genom transmutation ger upphov till nya ämnen av vilka flera är radioaktiva. Vad man menar med kontamination är dock uteslutande spridning av sådana ämnen i form av radioaktiv smuts, pannsten, beläggning eller annat. I Ågesta är således de delar som utsatts för neutronstrålning sådana som i sig blivit radioaktiva. Övriga delar räcker det med att tvätta vilket omhändertagandet av Ågestaverkets ånggeneratorer nere i Studsvik visat.
De allra flesta inducerat radioaktiva ämnen är mycket kortlivade och således extremt radioaktiva men detta endast kortvarigt. Sådana ämnen är oftast inget problem. Av mer långlivade isotoper som uppstår vid bestrålning av konstruktionsmaterial är den allvarligaste problemkandidaten koboltisotopen 60Co som uppstår vid bestrålning av rostfritt stål och har en halveringstid på 1900 dagar. Under en människas livstid avklingar denna till en etthundratusendel av ursprunglig aktivitet.

## Tekniska data
Uppgifterna i första kolumnen av följande tabell kommer från tidningen Nuclear Physics, utkommen mars 1963.[källa behövs] Uppgifterna är där angivna i fot, tum och pund och är därför troligen konverterade från metriska enheter till dessa, därför kan det förekomma avvikelser från de verkliga värdena. I dessa fall är tidningens engelska enheter angivna inom parentes. Uppgifterna gäller för Ågestaverket innan man år 1970 genomförde en effekthöjning i och med ibruktagande av en ny härd.
Uppgifterna efter ibruktagande av den nya härden i den andra kolumnen kommer från.
| Generella data                                               | till 1970                                             | från 1970 |
| ------------------------------------------------------------ | ----------------------------------------------------- | --------- |
| Termisk effekt (kraft)                                       | 65 MW                                                 | 80 MW     |
| Elektrisk kraft från turbin                                  | 10 MW                                                 | 12 MW     |
| Termisk effekt (kraft) levererad till fjärrvärmesystemet     | 55 MW                                                 | 68 MW     |
| Konstruktionstryck i reaktorkammaren                         | 40 bar (580 lb/in2)                                   |           |
| Drifttryck i reaktorkammaren                                 | 33 bar (480 lb/in2)                                   |           |
| Fjärrvärmesystemets utgående vattentemperatur vid anläggning | 70–100 °C                                             | 80–120 °C |
| Bränsle                                                      |                                                       |           |
| Antal bränsleelement                                         | 140                                                   | 96        |
| Totalt bränsleförråd                                         | 18 ton                                                |           |
| Total bränslemängd                                           |                                                       | 55 ton    |
| Bränslematerial                                              | naturligt UO2                                         |           |
| Bränslets medeltemperatur i härden                           | 600 °C                                                |           |
| Bränslets maximaltemperatur i härden                         | 1400 °C                                               |           |
| Tryckkärl (Reaktortank)                                      |                                                       |           |
| Invändig diameter                                            | 4555 mm (14 ft 11 in)                                 |           |
| Utvändig diameter                                            | 4700 mm                                               |           |
| Total höjd                                                   | 6,96 m (19 ft 8 in)                                   | 5000 mm   |
| Vikt                                                         | 67 ton                                                |           |
| Material i reaktortank                                       | Konstruktionsstål med rostfri påsvetsning på insidan. |           |
| Reaktortankens väggtjocklek                                  | 70 mm (2,76 in)                                       |           |
| Termiska data                                                |                                                       |           |
| Antal parallella kylkretsar                                  | 4                                                     |           |
| Ångtemperatur i tryckhållningskärl                           | 240 °C                                                |           |
| Kylmediets utloppstemperatur                                 | 219 °C                                                | 220 °C    |
| Kylmediets inloppstemperatur                                 | 205–215 °C                                            | 205 °C    |
| Moderatorns utloppstemperatur                                | 220 °C                                                |           |
| Kylmedieflöde genom reningssystem (jonbytare)                | 13 600 kg/h (30 000 lb/h)                             |           |
| Fjärrvärmesystem                                             |                                                       |           |
| Utgående temperatur                                          | 75–100 °C                                             | 80–120 °C |
| Returvattnets temperatur                                     | 52–60 °C                                              | 50–75 °C  |

## Produktion
Diagrammet nedan visar produktionen av el och värme vid Ågestaverket under hela dess drifttid. Under större delen av drifttiden var den termiska effekten 65 MWth och den elektriska effekten 10 MWe, vilket motsvarar en blygsam verkningsgrad på cirka 15 %, betingad av den lågt valda utloppstemperaturen i reaktorn (cirka 220 °C), och den jämfört med havsvattenkylda verk relativt höga temperaturen (50–75 °C) på ingående "kylvatten" från fjärrvärmenätet. Detta gav ett jämförelsevis litet temperaturfall över ångturbinen och därmed liten andel mekanisk energi från inmatad ånga. Samtidigt blir verkningsgraden med ett annat synsätt hög, då man tog vara på spillvärmen och använde den för uppvärmning. Man utförde i största möjliga mån underhåll och reparationer sommartid när värmebehovet var lågt i fjärrvärmenätet, men hade även ett kyltorn som möjliggjorde elproduktion utan att kyla via fjärrvärmenätet.
Som framgår av diagrammet levererade Ågesta betydligt mer fjärrvärme än el. Totalt levererade Ågesta 0,32 TWh el under sin drifttid, och hade en kapacitetsfaktor för elproduktion på 36%. Största produktion uppnåddes 1969 och var 0,05 TWh, vilket var cirka 0,08 % av Sveriges elproduktion på omkring 60 TWh detta år.

### El- och värmeproduktion i Ågesta 1964–1974
| Information | Diagrammet är avstängt. Grafer inaktiverades den 18 april 2023 på grund av programvaruproblem. Nya diagram kan skapas sedan december 2024. |

## Nutida bilder

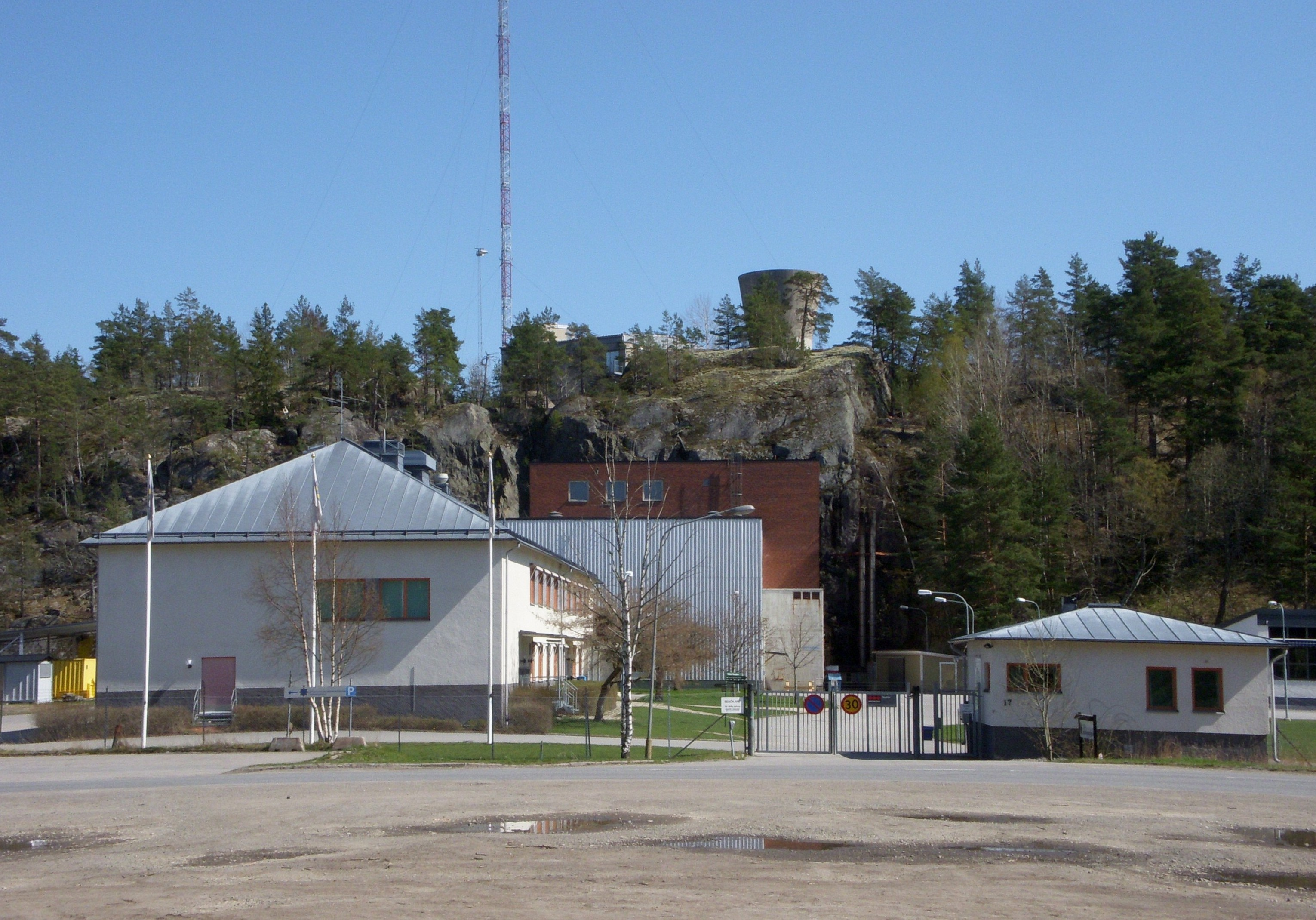
Kontor, generatorhallen och kyltornet (på berget)
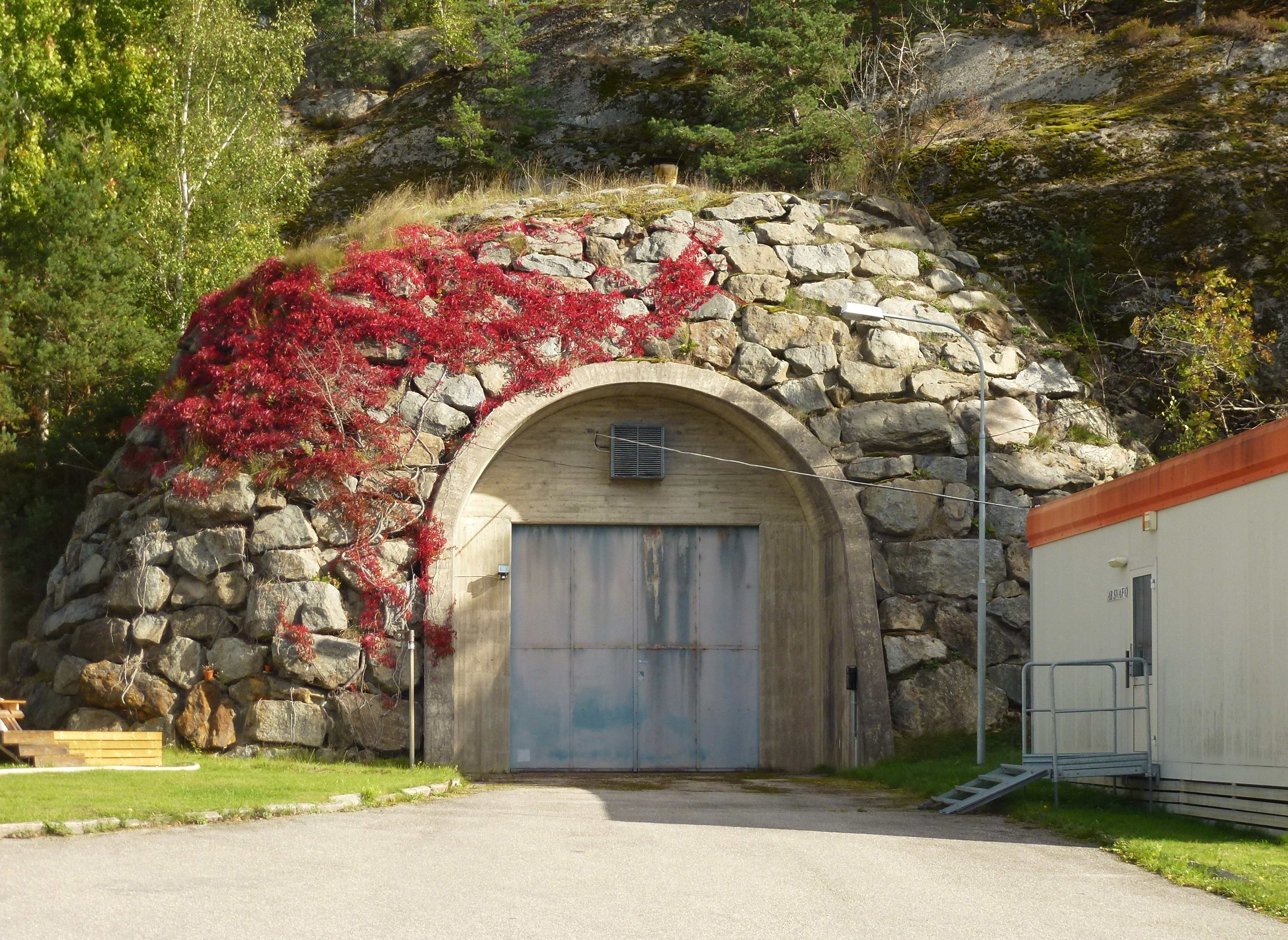
Tunneln till berganläggningen
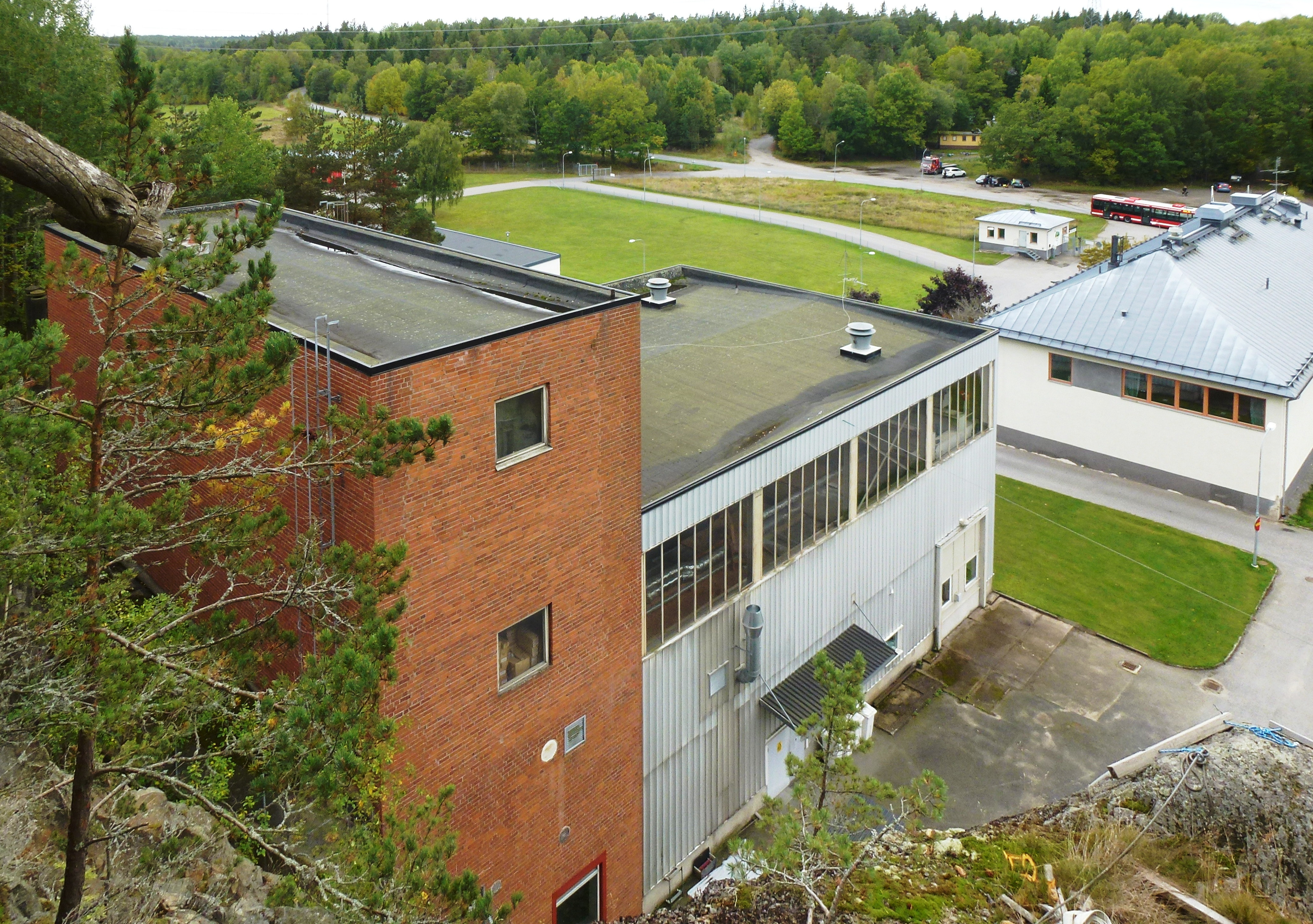
Generatorhallen (med plåtfasad)
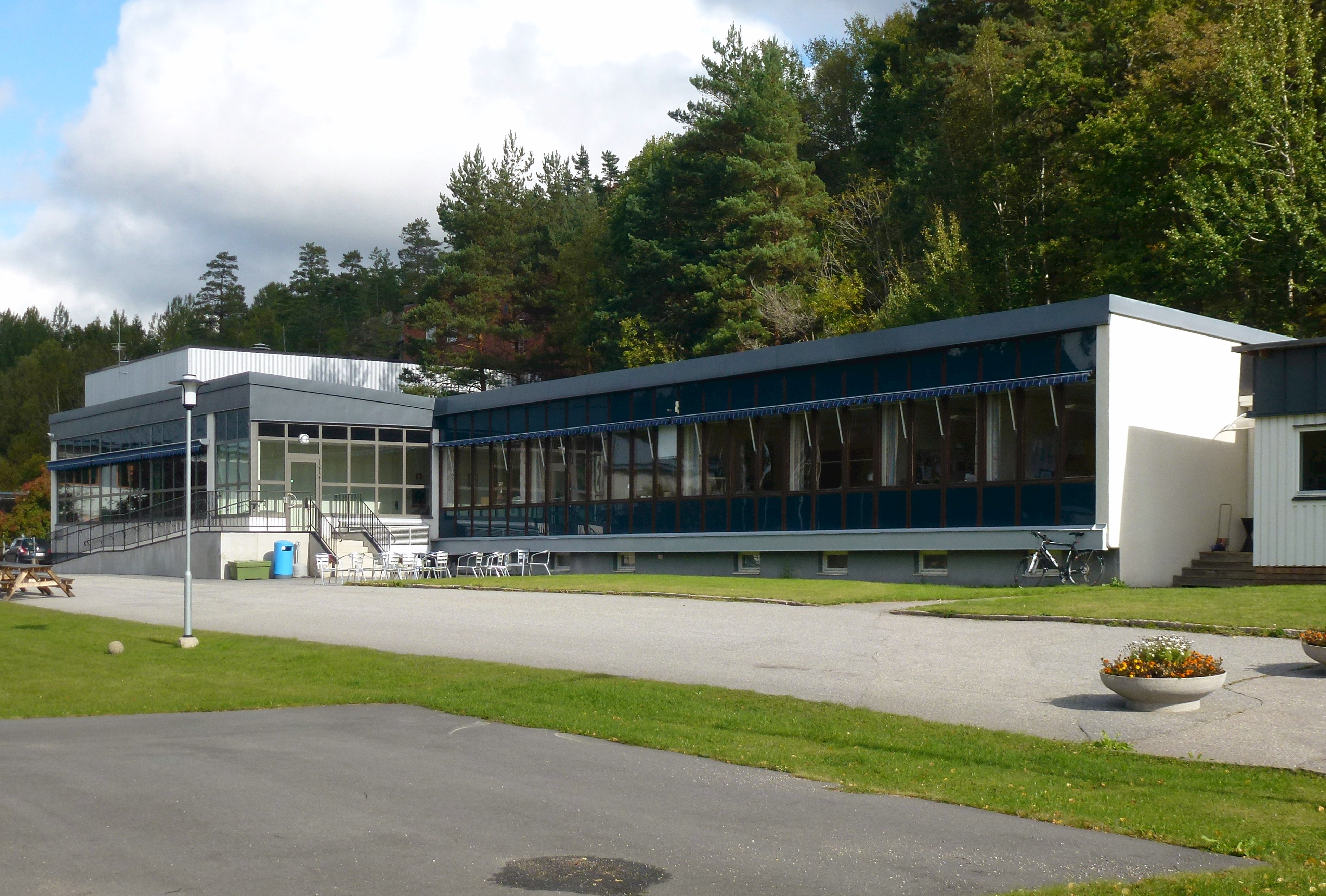
Personalbyggnad

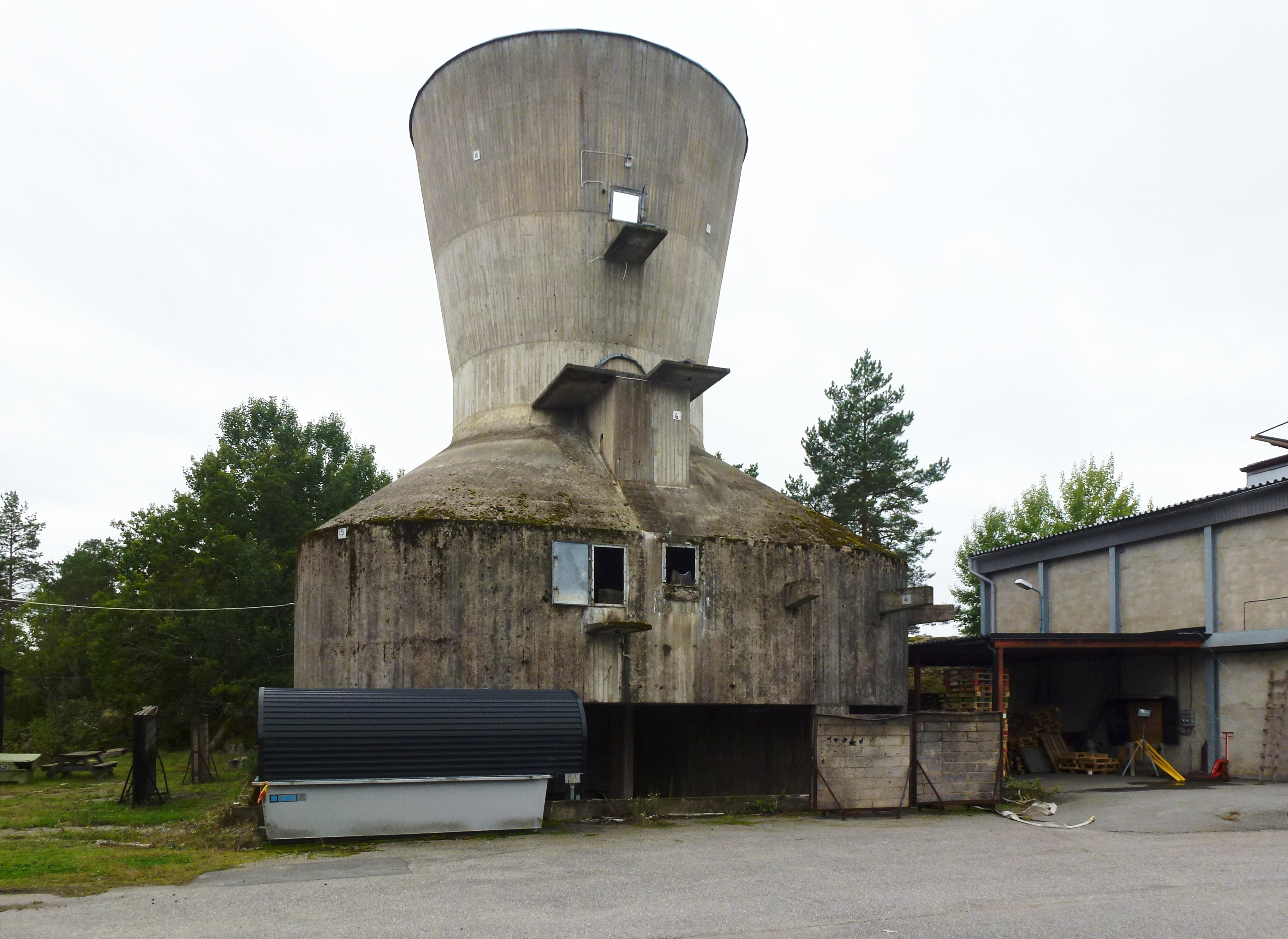
Verkets kvarvarande kyltorn
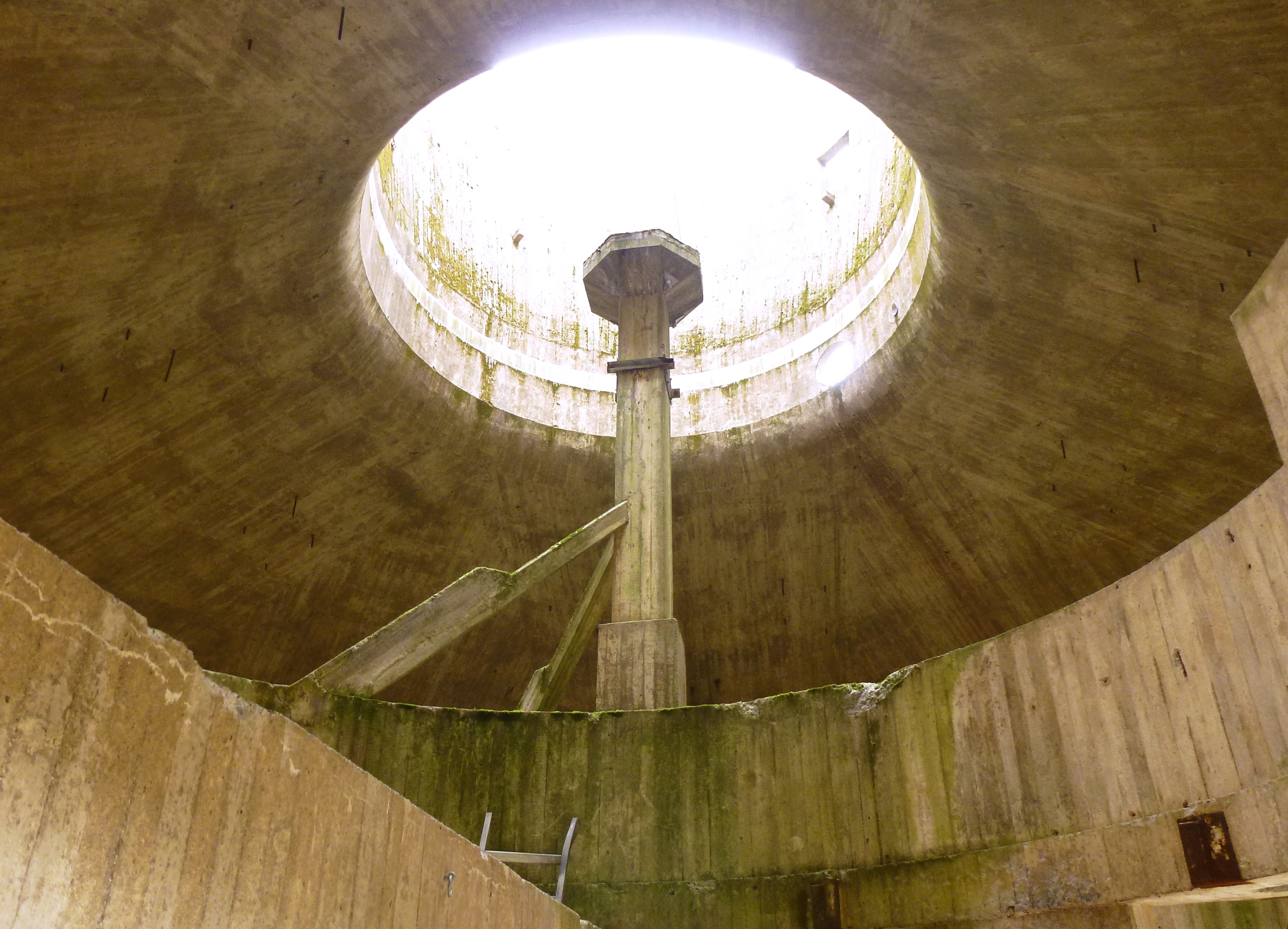
Kyltornet, interiör
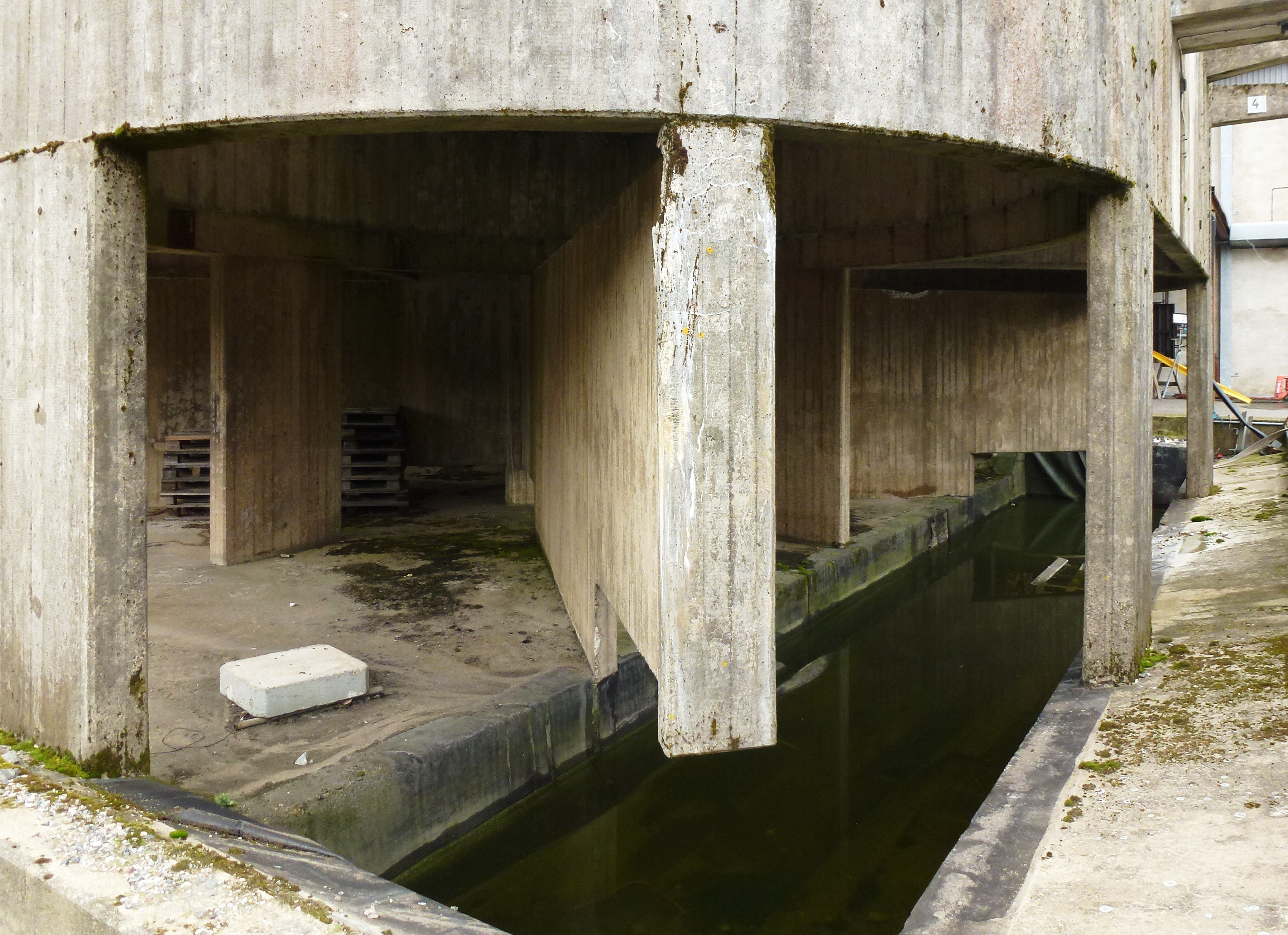
Kyltornet, detalj
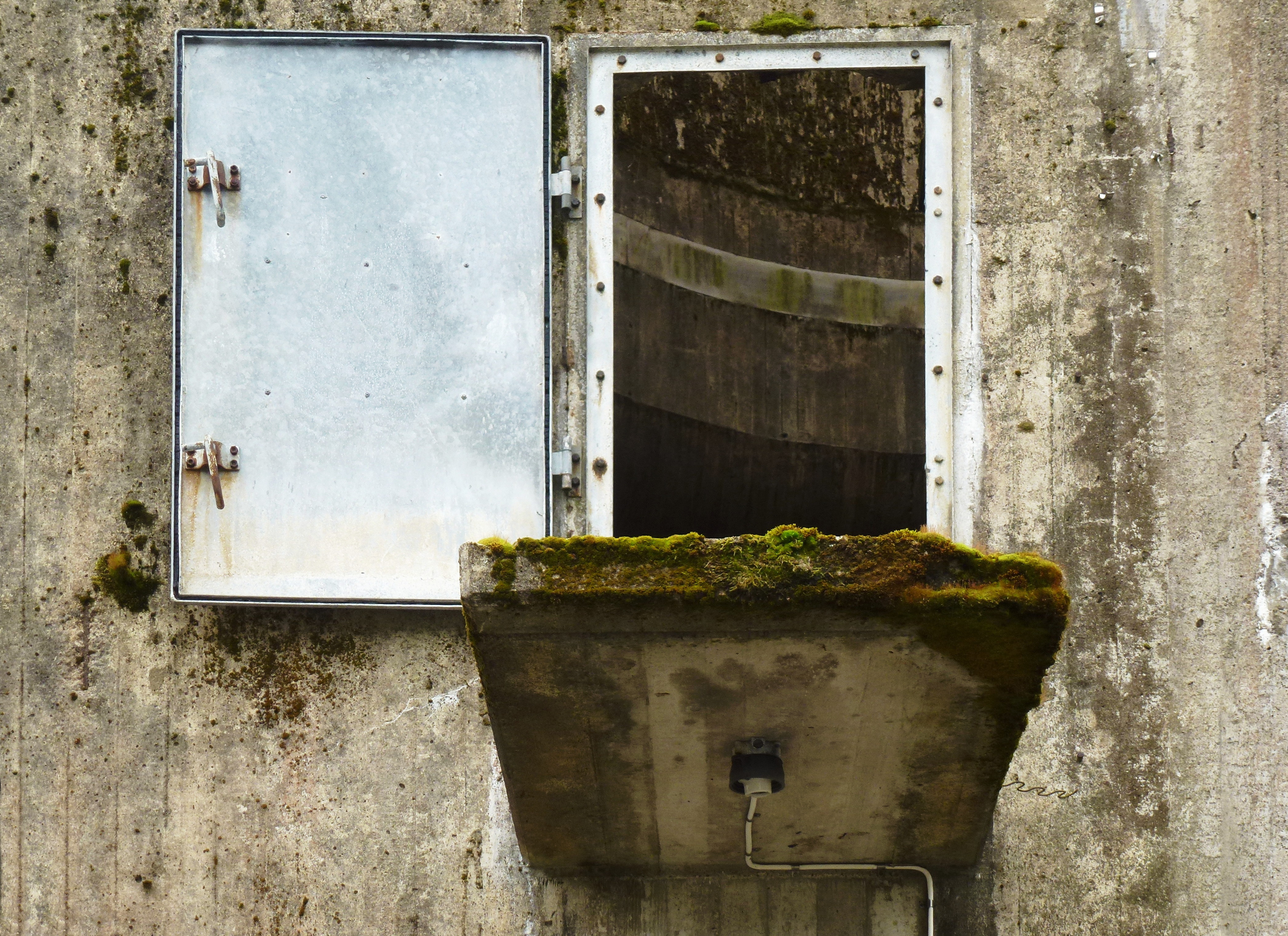
Kyltornet, detalj

## Andra reaktorer
- R0 (reaktor) - Forskningsreaktor i Studsvik 1959-1972
- R1 (reaktor) - Forskningsreaktor KTH, Valhallavägen, Stockholm 1954-1970
- R2 (reaktor) - Forskningsreaktor i Studsvik 1960-2005
- R4 (reaktor) - Marviken öster om Norrköping, nedlagt 1970 innan det hade startats